# 968 Petunia
968 Petunia este un asteroid din centura principală, descoperit pe 24 noiembrie 1921, de Karl Reinmuth.